# Степной (Курская область)
Степной — посёлок в Курском районе Курской области России. Входит в состав сельского поселения Лебяженского сельсовета.

## История
В 1966 г. указом президиума ВС РСФСР посёлок госконюшни переименован в Степной.

## География
Посёлок находится в 90 км от российско-украинской границы, в 18 км к юго-востоку от районного центра — города Курск, в 8 км от центра сельсовета — посёлка Черёмушки.
Климат
Степной, как и весь район, расположен в поясе умеренно континентального климата с тёплым летом и относительно тёплой зимой (Dfb в классификации Кёппена).
Часовой пояс
Посёлок Степной, как и вся Курская область, находится в часовой зоне МСК (московское время). Смещение применяемого времени относительно UTC составляет +3:00.

## Население
| 2002 | 2010 |
| ---- | ---- |
| 5    | ↘0   |

## Транспорт
Степной находится в 7 км от автодороги регионального значения 38К-019 (Курск — Большое Шумаково — Полевая ч/з Лебяжье), в 10 км от автодороги межмуниципального значения 38Н-416 (Курск — Петрин), в 7 км от ближайшего ж/д остановочного пункта Колодное (линия Клюква — Белгород).
В 103 км от аэропорта имени В. Г. Шухова (недалеко от Белгорода).